# Stichting Procon
De Stichting Procon (voluit: Stichting ProCon, Stichting voor Christelijk primair onderwijs) is het bevoegd gezag van 5 basisscholen in Epe en Vaassen. De stichting werd op 2 november 2004 opgericht door de schoolbesturen van de protestants christelijke basisscholen in Vaassen en Epe met als doel om het bestuur van de scholen verder te professionaliseren en door onderlinge samenwerking schaalvoordelen te bewerkstelligen. Daarbij wordt tevens de mogelijkheid open gehouden dat andere schoolbesturen zich ook aansluiten. De besturen van beide schoolverenigingen willen op termijn fuseren.
De naam van de stichting is afgeleid van PROtestants Christelijk ONderwijs.
Stichting Procon kwam in 2007 in het nieuws toen bleek dat het het dragen van een hoofddoek op de vijf christelijke basisscholen in Epe en Vaassen van de rechter mocht verbieden

## Scholen
- CBS De Violier (Vaassen)
- CBS 't Mozaïek (Vaassen)
- CNS Anne de Vriesschool (Epe)
- CNS K Norelschool (Epe)
- CNS W. G. van de Hulstschool (Epe)